# Haiszler Károly
Haiszler Károly (Veszprém, 1803. október 1. – Veszprém, 1860. június 8.) orvosdoktor, Haiszler György fia.

## Életrajz
A középiskolát Szombathelyen végezte, orvosi diplomáját 1833-ban szerezte, Bécsben. 1837-től 1840-ig vezető főorvos volt a veszprémi városi kórházban, később vármegyei másod főorvosnak választották meg. Értekezéseit nem publikálták, gyakorló orvosként azonban az élvonalban volt. Több epeműtét végrehajtása fűzödött a nevéhez az 1860-as években. Mivel édesapjával nézeteltérésbe keveredett, így nem a Haiszler György által építtetett kápolnába helyezték örök nyugalomra. Sírköve később készült csak el, mely a veszprémi Alsóvárosi temetőben áll, a kápolna nyugati falába beépítve.

## Munkája
- Dissertatio inaug. medica de ictero. Viennae, 1833.